# Campoussy
Campoussy (em catalão:  Campossí) é uma comuna francesa na região administrativa da Occitânia, no departamento dos Pirenéus Orientais. Estende-se por uma área de 17.04 km², com 38 habitantes, segundo o censo de 2018, com uma densidade de 2.2 hab/km².